# قطعات غیرفعال یکپارچه

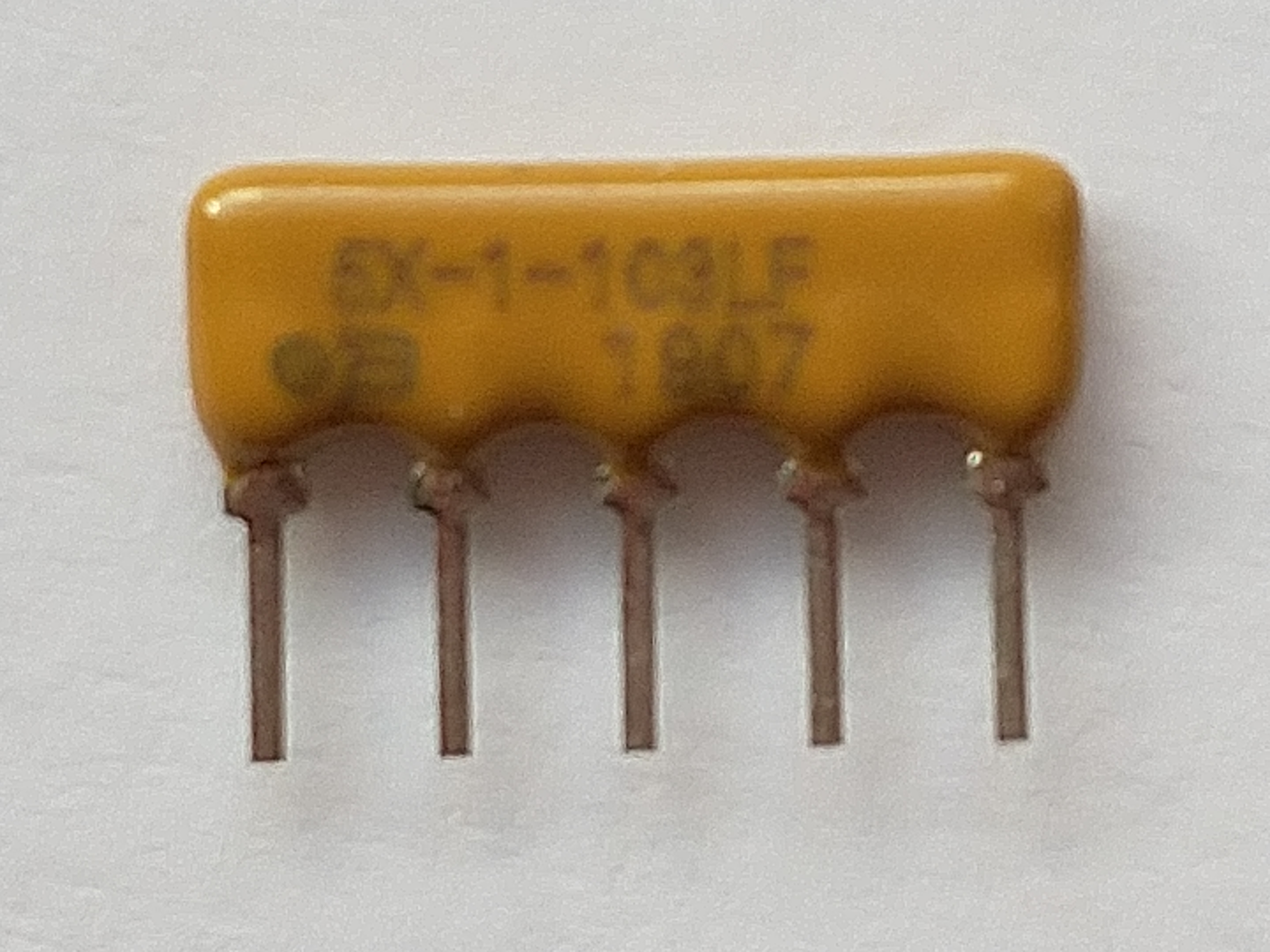
این بسته تک‌ردیفه شامل چهار مقاومت است. هر مقاومت به چهار پایه اول مربوطه متصل است، در حالی که پایه آخر برای همه آنها مشترک است.

قطعات غیرفعال یکپارچه (آی‌پی‌دی) (اختصاری IPD) یا اجزای غیرفعال مجتمع‌شده (آی‌پی‌سی) یا قطعات غیرفعال جاسازی‌شده «اجزای الکترونیکی هستند شامل مقاومت (R)، خازن (C)، سلف (L)/سیم‌پیچ/چوک، خطوط میکرواسترپ‌ها، عناصر تطبیق امپدانس، بالون یا هر ترکیبی از آن‌ها در همان یکپارچه‌شده یا در همان بسته. گاهی اوقات غیرفعال‌های یکپارچه می‌توانند به عنوان غیرفعال تعبیه‌شده نیز خوانده شوند و هنوز تفاوت بین غیرفعال‌های یکپارچه و جاسازی‌شده از نظر فنی نامشخص است‌. در هر دو مورد، قطعات غیرفعال بین لایه‌های دی‌الکتریک یا در یک زیرلایه مشابه تحقق می‌یابد.
اولین شکل آی‌پی‌دی‌ها شبکه‌های مقاومت، خازن، مقاومت-خازن (RC) یا مقاومت-خازن-سلف (RLC) هستند. ترانسفورماتورهای غیرفعال همچنین می‌توانند به عنوان قطعات غیرفعال یکپارچه مشابه با قرار دادن دو سیم پیچ بر روی یکدیگر که توسط یک دی‌الکتریک لایه‌نازک از هم جدا شده‌اند، محقق شوند. گاهی دیودها (پی‌اِن، پین، زنر و غیره) می‌توانند در همان زیرلایه با غیرفعال‌های یکپارچه به‌طور خاص یکپارچه شوند اگر زیرلایه سیلیکون باشد یا برخی از نیم‌رساناهای دیگر مانند گالیم آرسنید (GaAs).

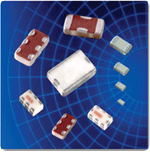
آی‌پی‌دی‌ راه‌حل‌های تراشه SMT تکی برای میان‌گذر، پایین‌گذر، بالاگذر و سایر ترکیبات مبتنی بر شبکه‌های یکپارچه LC ،RC و غیره بر روی زیرلایه سرامیکی

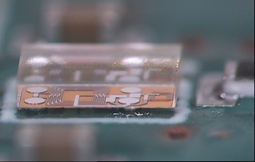
نمونه ای ازبالون آی‌پی‌دی‌ آر اف در زیرلایه شیشه

زیرلایه آی‌پی‌دی‌ها می‌تواند مانند سرامیک (آلومینا اکسید/آلومینا) سفت و سخت، سرامیک لایه‌بندی شده ( سرامیک هم‌پخت/LTCC دمای پایین،  سرامیک هم‌پخت/ HTCC دمای بالا)، شیشه و سیلیکون باشد، با برخی لایه‌های دی‌الکتریک مانند دی‌اکسید سیلیکون پوشانده شده‌است. زیرلایه همچنین می‌تواند مانند لمینیت قابل‌انعطاف باشد، به عنوان مثال یک میان‌گیر بسته (به عنوان یک میان‌گیرهای فعال)، FR4 یا مشابه آن،  کپتون یا هر پلی آمید مناسب دیگر. در صورتی که اثر زیرلایه و بسته احتمالی را بتوان برای عملکرد آی‌پی‌دی‌ها نادیده گرفت یا شناخت، برای طراحی سامانه‌ الکترونیکی مفید است.

## تاریخ و نقش آی‌پی‌دی‌ها در مونتاژ سامانه‌‌های الکترونیکی
در طراحی سامانه کنترل اولیه، مشخص شد که داشتن مقادیر یکسان اجزاء، طراحی را آسانتر و سریعتر می‌کند. یک راه برای پیاده‌سازی قطعات غیرفعال با مقادیر یکسان یا در عمل با کمترین توزیع ممکن، قرار دادن آن‌ها در همان زیرلایه نزدیک به یکدیگر است.
اولین شکل قطعات غیرفعال یکپارچه، شبکه‌های مقاومتی در دهه ۱۹۶۰ بود که چهار تا هشت مقاومت در قالب یک بسته‌بندی تک‌ردیفه (SIP) توسط ویشی اینترتکنولوژی بسته‌بندی شدند. بسیاری از انواع دیگر بسته‌ها مانند DILها، DIPها و غیره که در بسته‌بندی مدارهای مجتمع و حتی بسته‌های سفارشی مورد استفاده قرار می‌گیرند، برای قطعات غیرفعال یکپارچه استفاده می‌شوند. شبکه‌های خازن مقاومت، خازن و مقاومت هنوز هم به‌طور گسترده‌ای در سامانه‌‌ها مورد استفاده قرار می‌گیرند حتی اگر چه یکپارچه‌سازی قطعات یکپارچه غیرفعال پیشرفت کرده‌است.